# Muzeum Miejskie w Lublanie
Muzeum Miejskie w Lublanie (słoweń. Mestni muzej Ljubljana) – muzeum miejskie w Lublanie, stolicy Słowenii, poświęcone historii i dziedzictwu kulturowemu miasta. Mieści się w historycznym Pałacu Turjak (Palača Turjak, znanym też jako Pałac Auerspergów). Muzeum zarządza bogatymi zbiorami archeologicznymi i historycznymi, dokumentującymi rozwój Lublany od czasów prehistorycznych po współczesność.

## Historia
Muzeum zostało założone w 1935 roku. Jego siedzibą od początku jest Pałac Turjak (Auerspergów), reprezentacyjna rezydencja arystokratyczna, której historia sięga XVII wieku. 
Na początku XXI wieku (ok. 2000-2004) pałac przeszedł gruntowną renowację, która połączyła historyczną architekturę z nowoczesnymi rozwiązaniami wystawienniczymi. Podczas renowacji odkryto i wyeksponowano cenne pozostałości archeologiczne in situ, m.in. fragmenty rzymskiej drogi, które stały się integralną częścią ekspozycji.
Muzeum Miejskie jest centralną jednostką Muzeów i Galerii Miasta Lublany (MGML), publicznej instytucji kultury powołanej przez Gminę Miejską Lublana, która zarządza kilkoma muzeami i galeriami na terenie miasta.

## Budynek
Siedzibą muzeum jest Pałac Turjak (słoweń. Palača Turjak lub Auerspergova palača), położony w centrum Lublany przy ulicy Gosposkiej 15. Jest to jeden z najważniejszych pałaców arystokratycznych w mieście, pierwotnie należący do rodziny Auersperg. Budynek był wielokrotnie przebudowywany na przestrzeni wieków. Gruntowna renowacja zakończona w 2004 roku pozwoliła na nowoczesną aranżację przestrzeni muzealnej, jednocześnie szanując historyczny charakter obiektu. Szczególną cechą adaptacji jest wyeksponowanie odkrytych podczas prac pozostałości archeologicznych, które można oglądać pod szklaną podłogą w piwnicach muzeum.

## Zbiory i wystawy
Muzeum Miejskie w Lublanie gromadzi, bada i prezentuje dziedzictwo materialne i niematerialne Lublany i jej okolic. Zbiory obejmują ponad 200 000 eksponatów, dokumentujących około 4500 lat historii osadnictwa na tym terenie – od prehistorycznych osad na Ljubljanskim barju, przez rzymską Emonę, średniowieczną i nowożytną Lublanę, aż po XX wiek.
Najważniejsze kolekcje to:
- Kolekcja archeologiczna obejmująca znaleziska z okresu prehistorii (w tym najstarsze znane koło drewniane – Lublańskie koło z Barja[3], czasów Cesarstwa Rzymskiego oraz okresu wczesnego średniowiecza.
- Kolekcje historyczne i kulturowe dokumentujące rozwój miasta, życie codzienne jego mieszkańców, rzemiosło, sztukę i wydarzenia historyczne[4].

Centralną częścią muzeum jest wystawa stała zatytułowana Obrazi Ljubljane (Oblicza Lublany), która chronologicznie przedstawia historię miasta.